# Tiro ai Giochi della X Olimpiade
Le competizioni di tiro ai  Giochi della X Olimpiade si sono svolte nei giorni dal 12 al 13 agosto 1932 al Police Pistol Range di Los Angeles.
A differenza dell'ultima edizione di Parigi 1924 (ad Amsterdam nel 1928 la disciplina del tiro non era presente) si sono disputati solo due eventi.

## Podi
| Evento                               | Oro             | Perform. | Argento      | Perform. | Bronzo             | Perform. |
| Pistola 25 metri (dettagli)          | Renzo Morigi    | 42       | Heinz Hax    | 40       | Domenico Matteucci | 39       |
| Carabina 50 metri a terra (dettagli) | Bertil Rönnmark | 294/294  | Gustavo Huet | 294/290  | Zoltán Hradetzky   | 293      |

## Medagliere
| Posizione | Paese    |   |   |   | Totale |
| --------- | -------- | - | - | - | ------ |
| 1         | Italia   | 1 | 0 | 1 | 2      |
| 2         | Svezia   | 1 | 0 | 0 | 1      |
| 3         | Germania | 0 | 1 | 0 | 1      |
| 3         | Messico  | 0 | 1 | 0 | 1      |
| 5         | Ungheria | 0 | 0 | 1 | 1      |
| Totale    | Totale   | 2 | 2 | 2 | 6      |